# Seemannia
Seemannia es un género con 14 especies de plantas herbáceas  perteneciente a la familia Gesneriaceae. Es originario de América.

## Descripción
Son plantas herbáceas perennifolias con rizomas escamosos, a menudo producidos en las puntas de largos rizomas fibrosos. Tallo erecto o decumbente . Las hojas son opuestas , ternadas o verticiladas, pecioladas, la lámina con 3-9 pares de venas. Flores axilares , generalmente solitarias (excepto S. sylvatica)  llamativas. Sépalos libres. Corola tubular o inflada , a menudo constreñidas en la boca , de color rojo, naranja , púrpura , raramente amarillo, con tricomas multicelulares en forma de barril en la entrada del tubo. El fruto es una cápsula rostrada seca. Tiene numerosas semillas , elipsoidales diminutas . El número de cromosomas : 2n = 26.

## Distribución y hábitat
Se distribuyen principalmente en los Andes de América del Sur : en Bolivia, el norte de Argentina y sur de Perú. La especie S. sylvatica se extiende hasta el sur de Ecuador. Crecen en la tierra, los bancos de arena o las rocas en el bosque; se encuentra latente en temporadas. 

## Etimología
El género fue nombrado en honor de Berthold Carl Seemann (1825-1871) , botánico de origen alemán, colector de plantas medicinales y explorador.

## Especies
| - Seemannia albescens (Rusby) Fritsch - Seemannia benaryi Regel - Seemannia dioica Rusby - Seemannia gymnostoma (Griseb.) Toursark. - Seemannia latifolia Fritsch - Seemannia longiflora Fritsch | - Seemannia major Baill. - Seemannia nematanthodes (Kuntze) K.Schum. - Seemannia purpurascens Rusby - Seemannia regnelliana Fritsch - Seemannia sylvatica (Kunth) Hanst. - Seemannia ternifolia Regel - Seemannia uniflora Baill. |